# 甘達吉卡
甘達吉卡是剛果民主共和國的城鎮，由東開賽省負責管轄，位於該中南部，2004年人口120,170。2002年9月，該省發生嚴重霍亂疫情，4,329個案造成237人死亡，國際紅十字與紅新月運動為受災居民提供經濟和技術援助。